# 恵庭市立恵明中学校
恵庭市立恵明中学校（えにわしりつ けいめいちゅうがっこう）は、北海道恵庭市黄金北4丁目に所在する公立中学校。
生徒数 731名（令和3年現在）。

## 概要
近年、各部活動が全道大会や全国大会に出場するなどの成績を収めている。2008年には男子バスケットボール部が全国大会に出場しベスト16に進出した。ボランティア活動にも力を入れている。

## 沿革
1974年に恵庭中学校から分離して開校した。

### 年表
- 1974年 - 恵明中学校開校、校歌・校章制定
- 1975年 - 旧体育館完成
- 1976年 - 校舎増築工事
- 1979年 - 陶芸室完成
- 1998年 - 視聴覚室・放送室完成
- 2000年 - 旧体育館解体
- 2001年 - 新体育館完成
- 2010年 - 校舎改修工事（被服室、生徒会室を普通教室2に転用）
- 2012年 - 校舎改修工事（視聴覚室を普通教室に転用）
- 2014年 - 校舎増築工事[1]（普通教室8、生徒玄関、多目的ホールなど）

## 教育目標
- 自ら考え自ら学ぶ生徒
- 進んで活動し高め合う生徒
- 生命を大切にし思いやりのある生徒

## 生徒会活動
| - 会長 - 副会長 - 書記 - 議長 - 評議委員会 - 監査委員会 - 選挙管理委員会 | - 代議委員会 - 生活委員会 - 学習委員会 - 保健委員会 - 体育委員会 - 図書委員会 - 放送委員会 |

## 部活動

### 体育系
- 野球部
- サッカー部
- 男子バスケットボール部 - 全国大会：ベスト16（2008年）
- 女子バスケットボール部 - 全国大会出場（2002年）
- 卓球部（男子・女子） - 女子個人全国大会出場（2015年・2016年・2017年）
- バレーボール部（男子・女子）
- バドミントン部（男子・女子）
- ソフトボール部
- ソフトテニス部
- 剣道部　全国大会出場(2019団体・2022男子団体・2024男子団体、男子個人)
- 体操同好会 - 全国大会出場（2007年）
- 陸上 - 全国大会出場（2007年・2017年）

体操、陸上は部活動とは関係ないが本校の生徒が関わっている。

### 文化系
- 吹奏楽部 - 全日本吹奏楽コンクールA編成銀賞（2018年）
- 美術部
- 科学郷土研究部（鮭の稚魚放流セレモニーを実施、その他科学の実験以外にも地域に密着した活動）

## 通学区域
恵明中学校の通学区域は以下の通り。
| - 黄金北 - 黄金南 - 黄金中央 - 相生町 - 栄恵町 | - 和光町 - 上山口 - 住吉町 - 福住町 - 緑町 | - 末広町 - 新町 - 京町 - 戸磯 - 盤尻 |

- 中央（140-146番地、153-165番地、184-187番地、205-338番地、368-571番地）
- (校区外登校も可）

## 出身小学校
- 恵庭市立恵庭小学校
- 恵庭市立和光小学校
- 恵庭市立松恵小学校

## 交通
鉄道
- JR千歳線恵庭駅から徒歩15分